# Maolra Seoighe
Maolra Seoighe (traduit en anglais en Myles Joyce), né en 1842, à Cappancreha, comté de Galway, dans l'ouest de l'Irlande (alors partie du Royaume-Uni de Grande-Bretagne et d'Irlande) est un homme du Gaeltacht (régions irlandaises parlant le gaélique) qui a été injustement reconnu coupable des meurtres du Maamtrasna (en), condamné à mort et pendu le 15 décembre 1882.
Tout son procès s'est déroulé en anglais, langue qu'il ne comprenait pas, ne parlant que l'irlandais.
En avril 2018, le président irlandais, Michael Higgins, sur avis du gouvernement, a officiellement gracié Maolra Seoigh, reconnaissant une erreur judiciaire. C'est la première grâce accordée par un président irlandais, relatif a un évènement antérieur à l'indépendance de l'Irlande en 1922.